# Skeppshultasjön
Skeppshultasjön är en sjö i Ljungby kommun och Älmhults kommun i Småland och ingår i Helge ås huvudavrinningsområde. Sjön har en area på 1,65 kvadratkilometer och ligger 135 meter över havet. Sjön avvattnas av vattendraget Helge å. Vid provfiske har bland annat abborre, björkna, braxen och gers fångats i sjön.

## Delavrinningsområde
Skeppshultasjön ingår i det delavrinningsområde (628533-139417) som SMHI kallar för Utloppet av Skeppshultasjön. Medelhöjden är 139 meter över havet och ytan är 17,35 kvadratkilometer. Räknas de 41 avrinningsområdena uppströms in blir den ackumulerade arean 1 058,81 kvadratkilometer. Avrinningsområdets utflöde Helge å mynnar i havet. Avrinningsområdet består mestadels av skog (63 procent) och sankmarker (17 procent). Avrinningsområdet har 1,64 kvadratkilometer vattenytor vilket ger det en sjöprocent på 9,4 procent.

## Fisk
Vid provfiske har följande fisk fångats i sjön:
- Abborre
- Björkna
- Braxen
- Gärs
- Gädda
- Löja
- Mal
- Mört
- Sarv